# Les Escaldes
Les Escaldes – miasto w Andorze, nad rzeką Valira, na wysokości około 1100 m; stolica parafii Escaldes-Engordany; 16 387 mieszkańców (2008). Siedziba parafii Escaldes-Engordany.
Drugie co do wielkości miasto kraju. Ośrodek turystyczny i uzdrowisko z gorącymi źródłami siarkowymi (centrum Caldea z najwyższym budynkiem w kraju); drobny przemysł; w pobliżu największa w kraju hydroelektrownia oraz zbiornik retencyjny Engolasters.